# 996 a.C.

## Eventos
- Divisão do reino de Israel: Jeroboão passa a reinar sobre Israel e Roboão, filho de Salomão, em Jerusalém, sobre Judá.[1][Nota 1]

## Mortes
- Rei Kang da dinastia Zhou da China.
- Salomão, rei de Israel.[1][Nota 1]